# Pavel Čihák
Pavel Čihák (* 22. ledna 1960 Kolín) je český politik, v letech 2013 až 2017 poslanec Poslanecké sněmovny PČR a bývalý člen hnutí ANO 2011.

## Život
Studia ukončil v roce 1985.Od práce mistra na stavbě se postupně propracoval přes stavbyvedoucího, vedoucího střediska až na pozice manažerské. Po roce 1989 pracoval v několika stavebních firmách, například jako výrobní ředitel společnosti Silnice Čáslav nebo jako ředitel závodu ve firmě Pražské silniční a vodohospodářské stavby. V roce 2008 dostal nabídku pracovat ve státní správě, kterou přijal a stal se ředitelem Správy a údržby silnic v Kladně. Pak pracoval jako vedoucí odboru dopravy středočeského kraje a zároveň dostal za úkol sloučit čtyři Správy a údržby silnic v jednu organizaci, kterou později úspěšně vedl. V lednu 2013 vypracoval pro hnutí ANO volební program z oblasti dopravy ve sněmovní kampani a zároveň dostal nabídku ke vstupu do hnutí ANO. Poprvé za svůj profesní život vstoupil do politického života a stal se v říjnu 2013 poslancem za hnutí ANO 2011. Zastával funkci poslance PSP ČR a jako člen Hospodářského výboru a podvýboru pro dopravu využívá svých zkušeností k tvorbě nových zákonů v dopravní infrastruktuře a k zajištění finančních prostředků na investice, přípravu staveb, opravy a údržbu silnic a dálnic.
Dále pracoval v podvýborech při zemědělském výboru (podvýbor pro myslivost a včelařství, podvýbor lesního a vodního hospodářství) a byl zde velice aktivní. Podal několik pozměňovacích návrhů, které vedly ke zjednodušení a zlepšení situace v myslivosti a lesním hospodářství.
Je předsedou spolku pro dostavbu silničního okruhu kolem Prahy (SOKP) a místopředsedou sdružení pro rozvoj silniční dopravy. Zde velice aktivně vystupuje a pracuje za co nejrychlejší realizaci stavby 511 a celého silničního okruhu kolem Prahy. K jeho dalším aktivitám je práce v oboru myslivosti, kde se snaží dosáhnout na zlepšení legislativy v této činnosti. V současné době pracuje jako OSVČ v oblasti poradenství, dopravy a vodního hospodářství. Dále vlastní malou živočišnou farmu, kde realizuje své letité plány v oblasti bio chovu a bio produktů.

## Politické působení
Ve volbách do Poslanecké sněmovny PČR v roce 2013 kandidoval na čtvrtém místě kandidátky hnutí ANO 2011 ve Středočeském kraji a byl zvolen poslancem. Vlivem preferenčních hlasů sice skončil až na pátém místě, ale vzhledem k zisku 6 mandátů hnutí ANO 2011 ve Středočeském kraji to na vstup do Sněmovny stačilo.
V roce 2014 byl zvolen zastupitelem v Praze-Kunraticích, když byl volebním lídrem hnutí ANO 2011, které získalo dva mandáty a skončilo v opozici.
Od roku 2014 byl předsedou oblastní organizace hnutí ANO v Praze 4, která je největší městskou částí Prahy. Kvůli sporům v organizaci, byla organizace v roce 2018 zrušena.
Ve volbách do Poslanecké sněmovny PČR v roce 2017 již nekandidoval. V místních volbách v roce 2018 byl opět volebním lídrem ANO 2011 a nakonec jeho jediným zvoleným zastupitelem. V současné době není již členem hnutí ANO a svou politickou práci vykonával jako nezávislý kandidát. V roce 2021 se vzdal mandátu zastupitele v Praze Kunraticích a ukončil tak svou několikaletou politickou aktivitu. 